# 트레킹노트 세상을 걷다
트레킹노트 세상을 걷다는 KBS에서 매주 일요일 새벽 5시 10분에 방송되는 시사 및 교양 프로그램이다.

## 기획 의도
우리나라는 물론이고 세계 구석구석 오지를 찾아다니며, 담아온 비경들을 시청자들에게 소개하는 시사 및 교양 전문 프로그램이다.

## 방송 시간
| 방송 기간                          | 방송 시간                                                                    |
| ---------------------------------- | ---------------------------------------------------------------------------- |
| 2017년 6월 6일 ~ 2017년 8월 22일   | 매주 화요일 밤 11시 40분 ~ 12시 30분                                         |
| 2018년 3월 20일                    | 매주 화요일 밤 11시 40분 ~ 12시 30분                                         |
| 2018년 4월 10일 ~ 2018년 9월 4일   | 매주 화요일 밤 11시 40분 ~ 12시 30분                                         |
| 2017년 9월 6일                     | 수요일 밤 10시 40분 ~ 11시 30분                                              |
| 2017년 9월 26일                    | 화요일 밤 11시 5분 ~ 11시 55분                                               |
| 2017년 10월 10일                   | 화요일 밤 11시 5분 ~ 11시 55분                                               |
| 2017년 10월 7일                    | 토요일 밤 8시 5분 ~ 9시                                                      |
| 2017년 10월 31일                   | 화요일 밤 11시 5분 ~ 12시                                                    |
| 2017년 11월 7일                    | 화요일 밤 11시 ~ 11시 50분                                                   |
| 2017년 11월 21일                   | 화요일 새벽 1시 10분 ~ 2시                                                   |
| 2017년 11월 28일                   | 화요일 밤 12시 45분 ~ 1시 35분                                               |
| 2017년 12월 6일 ~ 2017년 12월 27일 | 매주 수요일 밤 11시 50분 ~ 12시 45분                                         |
| 2018년 1월 3일                     | 수요일 밤 11시 40분 ~ 12시 35분                                              |
| 2018년 1월 24일                    | 수요일 밤 11시 40분 ~ 12시 35분                                              |
| 2018년 1월 10일 ~ 2018년 1월 17일  | 수요일 밤 11시 55분 ~ 12시 50분                                              |
| 2018년 1월 31일                    | 수요일 밤 11시 55분 ~ 12시 50분                                              |
| 2018년 2월 7일                     | 수요일 밤 12시 5분 ~ 12시 55분                                               |
| 2020년 3월 18일                    | 수요일 밤 12시 5분 ~ 12시 55분                                               |
| 2020년 4월 22일 ~ 2020년 4월 29일  | 수요일 밤 12시 5분 ~ 12시 55분                                               |
| 2018년 3월 6일                     | 화요일 밤 11시 15분 ~ 12시 5분                                               |
| 2018년 3월 13일                    | 화요일 밤 11시 10분 ~ 12시                                                   |
| 2018년 3월 27일 ~ 2018년 4월 3일   | 매주 화요일 밤 11시 30분 ~ 12시 20분                                         |
| 2018년 9월 12일 ~ 2018년 11월 28일 | 매주 수요일 밤 12시 ~ 12시 50분                                              |
| 2020년 3월 11일                    | 매주 수요일 밤 12시 ~ 12시 50분                                              |
| 2020년 3월 25일 ~ 2020년 4월 8일   | 매주 수요일 밤 12시 ~ 12시 50분                                              |
| 2020년 5월 20일 ~ 2020년 6월 24일  | 매주 수요일 밤 12시 ~ 12시 50분                                              |
| 2018년 12월 5일 ~ 2020년 2월 12일  | 매주 수요일 밤 11시 40분 ~ 12시 30분                                         |
| 2020년 3월 4일                     | 매주 수요일 밤 11시 40분 ~ 12시 30분                                         |
| 2020년 2월 19일                    | 수요일 밤 11시 15분 ~ 12시 5분                                               |
| 2020년 2월 26일                    | 수요일 밤 12시 25분 ~ 1시 15분                                               |
| 2020년 5월 6일                     | 매주 수요일 밤 12시 10분 ~ 1시                                               |
| 2020년 7월 1일 ~ 2020년 10월 21일  | 매주 수요일 밤 12시 10분 ~ 1시                                               |
| 2020년 11월 11일 ~ 2021년 6월 23일 | 매주 수요일 밤 12시 10분 ~ 1시                                               |
| 2020년 5월 13일                    | 수요일 밤 11시 55분 ~ 12시 45분                                              |
| 2020년 10월 28일                   | 수요일 새벽 1시 50분 ~ 2시 40분                                              |
| 2020년 11월 4일                    | 수요일 밤 12시 15분 ~ 1시 5분                                                |
| 2021년 7월 3일 ~2023년 8월 19일    | 매주 토요일 새벽 5시 10분 ~ 아침 6시                                         |
| 2023년 9월 10일 ~ 현재             | 매주 일요일 새벽 5시 10분 ~ 아침 6시                                         |
| 2023년 8월 26일 ~9월 2일           | 매주 토요일 새벽 1시 ~ 1시 50분 (독립영화관 편성에따라 시간이 변동될수 있음) |

## 에피소드 목록

### 2017년
| 회차 | 방송일    | 제목 (원제)                                                            |
| ---- | --------- | ---------------------------------------------------------------------- |
| 1회  | 6월 6일   |                                                                        |
| 2회  | 6월 13일  |                                                                        |
| 3회  | 6월 20일  |                                                                        |
| 4회  | 7월 4일   |                                                                        |
| 5회  | 7월 11일  |                                                                        |
| 6회  | 7월 18일  |                                                                        |
| 7회  | 7월 25일  | 지구 탄생의 신비와 오랜 역사                                           |
| 8회  | 8월 1일   | 바다를 발아래 품은 산과 산을 끊임없이 어루만지는 바다                  |
| 9회  | 8월 8일   | 거칠고 매서운 자연을 거슬러 산의 품으로 한 발짝 더 다가서는 길         |
| 10회 | 8월 22일  | 인도의 최북단                                                          |
| 11회 | 9월 6일   | 숱한 의문한 남긴 채 사라져 버린 고대 도시                              |
| 12회 | 9월 26일  | 누구에게나 쉽사리 그 품을 내어주지 않기에 많은 이들의 꿈이라 불리는 신 |
| 13회 | 10월 7일  | 협곡과 사막이 어우러진 대자연의 경이로 가득 찬                         |
| 14회 | 10월 10일 | 중세의 낭만과 태고의 신비를 품은 대자연이 공존하는 곳                  |
| 15회 | 10월 17일 | 극한에 맞서다                                                          |
| 16회 | 10월 31일 |                                                                        |
| 17회 | 11월 7일  |                                                                        |
| 18회 | 11월 21일 |                                                                        |
| 19회 | 11월 28일 |                                                                        |
| 20회 | 12월 6일  |                                                                        |
| 21회 | 12월 13일 |                                                                        |
| 22회 | 12월 20일 |                                                                        |
| 23회 | 12월 27일 |                                                                        |

### 2018년
| 회차 | 방송일   | 제목 (원제)                                                                                           |
| ---- | -------- | --- |
| 24회 | 1월 3일  | |
| 25회 | 1월 10일 | |
| 26회 | 1월 17일 | |
| 27회 | 1월 24일 | |
| 28회 | 1월 31일 | |
| 29회 | 2월 7일  | |
| 30회 | 3월 6일  | |
| 31회 | 3월 13일 | 신루트 개척 등반 - 코리안웨이 원정대 설악산 동계 훈련                                                 |
| 32회 | 3월 20일 | 러시아 그레이트 바이칼 트레일 / 일본 야쿠시마 / 미국 로키산 국립공원                                  |
| 33회 | 3월 27일 | 제주도 - 단산 / 새봄의 향기 - 아차산 / 새봄의 향기 - 삼성산 / 새봄의 향기 - 안산 / 새봄의 향기 - 웅산 |
| 34회 | 4월 3일  | 중국 짜가나 산 / 중국 쓰구냥 산 / 일본 핫코다 산                                                      |
| 35회 | 4월 10일 | 페루 산타크루즈 트레일 / 캐나다 로키                                                                  |
| 36회 | 4월 17일 | 대구 비슬산 / 상주, 영동 백화산 / 춘천 삼악산, 춘클리지                                               |
| 37회 | 4월 24일 | 순수 자연을 만나다 - 투르 드 몽블랑, 네팔 라라 국립공원                                               |
| 38회 | 5월 1일  | 신록의 바람 - 태백산 도립공원, 영남 알프스, 문경새재 조령산                                           |
| 39회 | 5월 8일  | 러시아 사얀산맥, 이탈리아 알프스산맥                                                                  |
| 40회 | 5월 15일 | 충남 팔봉산, 경남 우두산 & 비계산, 소백산 국립공원                                                    |
| 41회 | 6월 19일 | 콜롬비아 로스네바도스, 베트남 판시판                                                                  |
| 42회 | 6월 26일 | 한라산 국립공원, 남양주 다산길과 운길산, 청풍호 자드락길                                              |
| 43회 | 7월 10일 | 융프라우, 하츠피크, 오아후 섬                                                                         |
| 44회 | 7월 17일 | 아시아의 알프스를 걷다 - 키르기스스탄 톈산산맥, 중국 우궁산                                           |
| 45회 | 7월 24일 | 여름, 물길 따라 산으로 - 두타산과 쉰움산, 달마산, 응봉산                                              |
| 46회 | 7월 31일 | 미지의 땅을 만나다, 남미 트레킹 - 코쿠이 국립공원, W 트레일                                           |
| 47회 | 8월 7일  | 야생의 쉼터 - 오스트리아 노어드케테산, 호주 오버랜드 트랙                                             |
| 49회 | 8월 14일 | 여름의 향기 - 옥순봉과 금수산, 백아산과 옹성산, 호명산과 운악산                                       |
| 50회 | 9월 4일  | 야생의 땅을 걷다 - 히말라야 콩데, 남아공 드라켄즈버그 산맥                                            |

### 2019년
| 회차  | 방송일    | 제목 (원제)                                                                                            |
| ----- | --------- | --- |
| 65회  | 1월 2일   | 겨울 산의 발자국을 따라서 - 고흥 팔영산, 춘천 오봉산, 용화산, 서울 사패산, 도봉산 종주                 |
| 66회  | 1월 9일   | 새날을 위한 힘찬 걸음 - 북한산국립공원, 강릉바우                                                       |
| 67회  | 1월 16일  | 겨울, 산에 이끌리다 - 가야산국립공원, 황석산, 대둔산국립공원                                           |
| 68회  | 1월 23일  | 아시아의 비경을 찾다 - 일본 중앙알프스, 중국 바이스산, 아라쉐산                                        |
| 69회  | 1월 30일  | 새하얀 추억 속을 걷다 - 속리산국립공원, 덕유산국립공원, 월악산국립공원                                 |
| 70회  | 2월 6일   | 멈추지 않을 걸음 - 진안 구봉산, 운장산 / 지리산국립공원                                                |
| 71회  | 2월 13일  | 자연의 선물, 알프스를 걷다 - 이탈리아 돌로미티                                                         |
| 72회  | 2월 20일  | 고요한 산의 외침을 따라 - 해남 달마고도, 월출산국립공원                                                |
| 73회  | 3월 6일   | 봄 내음 흐르는 섬으로 - 사량도 지리산, 칠현산 / 진도 동석산, 돈대봉, 여수 금오도                       |
| 74회  | 3월 13일  | 거친 바람을 따라 걷다 - 칠레 헤이니메이 국립보호구, 미국 레이니어산국립공원, 일본 아쯔가다케 설벽 동반 |
| 75회  | 3월 20일  | 살랑이는 봄바람 타고 - 완도 청산도, 강진 주작산, 토곡산                                                |
| 76회  | 3월 27일  | 너울거리는 봄 향기를 찾아 - 제주 오름, 전남 불갑산, 강화도 마니산, 고려산                              |
| 77회  | 4월 10일  | 고요한 모험의 땅 일본 - 쓰시마섬, 오모테긴자                                                           |
| 78회  | 4월 17일  | 태양보도 빛나는 걸음 - 뉴질랜드 북섬, 하와이 카우아이섬                                                |
| 81회  | 5월 8일   | 끝이 없는 모험의 기록 - 임자체, 하와이 오하후섬                                                        |
| 82회  | 5월 15일  | 5월, 깨어나는 산의 노래 - 마이산, 천태산, 축령산, 병풍산                                               |
| 83회  | 5월 29일  | 태양보다 빛나는 걸음 - 뉴질랜트 북섬, 하와이 카우아이섬                                                |
| 84회  | 6월 5일   | 끝없는 길을 걷다 - 설악산 양평 용문산, 통영 연화도                                                     |
| 85회  | 6월 12일  | 자연, 그대로의 순수를 보다 - 히말라야 추쿵 트레킹, 라오스 방비엥빅파응언, 일본 자오산                  |
| 86회  | 6월 19일  | 흐르는 숨의 향기 - 지라산국립공원, 보선 제암산, 일림산                                                 |
| 87회  | 6월 26일  | 순수를 마주하는 길 - 페루 라레스, 트레일, 불리 비프                                                    |
| 88회  | 7월 3일   | 오지에 숨은 보석 - 중국 궁가산, 장랑산, 푸가이산                                                       |
| 89회  | 7월 10일  | 추억보다 푸른 길 - 선운산도립공원, 마이산, 와룡산                                                      |
| 90회  | 7월 24일  | 길에서 만난 낭만 - 터키 리키안웨이, 조지아                                                             |
| 91회  | 8월 21일  | 낯선 모험이 움트는 땅 - 남아공 케이프타운, 드라켄즈버그산맥                                            |
| 92회  | 8월 28일  | 여름, 푸른 선율 속으로 - 청풍호 자드락길, 소백산 국립공원, 오대산 국립공원, 쉰음산, 두타산             |
| 93회  | 9월 4일   | 꿈의 길, 낙원의 빛 - 뉴질랜드 밀퍼드 트랙, 호주                                                        |
| 94회  | 9월 11일  | 마음의 숨터 - 충북 옥순봉, 금수산, 양평 용문산, 가평 운악산, 한라산국립공원                            |
| 95회  | 9월 18일  | 함께 가는 길 - 영동 · 상주 백화산, 해남 달마산, 화순 웅성산, 북한산 국립공원                           |
| 96회  | 9월 25일  | 눈부신 천상의 길 - 투르드몽블량, 샤모니몽블량                                                          |
| 97회  | 10월 16일 | 장엄한 설산의 파노라마 - 히말라야 랑탕 트레킹, 히말리야 콩데산 트레킹                                  |
| 98회  | 10월 23일 | 전설이 머무는 풍경 - 중국 타이향산맥, 만리장성, 중국 후타오샤, 위루쉐산                                |
| 99회  | 10월 30일 | 푸른 매혹의 땅 - 그리스, 세르비아                                                                      |
| 100회 | 11월 27일 | 가을, 그 산에 가야 할 이유 - 무등산 국립공원, 장흥 천관산, 불암산, 밀양 재약산                         |
| 101회 | 12월 4일  | 불의 땅, 생명의 길 - 하와이 할레아칼라 국립공원, 뉴질랜드 통가리로 국립공원, 인도네시아 린자니산       |
| 102회 | 12월 11일 | 알프스의 축복, 천상의 길 - 이탈리아 돌로미타산맥                                                       |
| 103회 | 12월 18일 | 새 계절의 산수화 - 황장산, 북바위산, 진안 구봉산, 운장산, 신안 비금도                                  |
| 104회 | 12월 25일 | 짙푸른 매혹의 땅 - 라오스 트레킹, 타이완 트레킹, 스리랑카 트레킹                                       |

### 2020년
| 회차  | 방송일   | 제목 (원제)                                                              |
| ----- | -------- | ------------------------------------------------------------------------ |
| 105회 | 1월 1일  | 대자연의 초대 - 레드우드 국립공원, 로키산 국립공원, 레이니어산 국립공원  |
| 106회 | 1월 8일  | 길위에서 만난 겨울 - 가야산, 황확산, 대둔산                              |
| 107회 | 1월 15일 | 눈부산 고대의 길 - 터키 리키안웨어, 그리스 기길로스길, 그리스 올림푸스산 |
| 108회 | 1월 29일 |                                                                          |